# Lamberto Bava
Lamberto Bava (Roma, 3 aprile 1944) è un regista, sceneggiatore, produttore cinematografico e produttore televisivo italiano.

## Biografia
Da generazioni la sua famiglia viveva nell'ambiente del cinema e in special modo nella regia: il nonno, Eugenio Bava, fu operatore e direttore della fotografia mentre il padre, Mario Bava, è stato uno dei registi cardine del cinema dell'orrore italiano e ha largamente influenzato l'evoluzione del genere all'estero. Gli inizi di Lamberto consistettero nell'assistere il padre nel 1965. Durante le riprese del film Schock del 1977 il padre gli permise di dirigere alcune scene. Il lavoro congiunto continuò nel 1978 con una vera e propria co-regia ne La Venere d'Ille, un film per la televisione facente parte della serie I giochi del diavolo.
Nel 1979 ci fu la svolta che permise al figlio di lavorare da solo nel film Macabro, la cui programmazione nelle sale italiane avvenne due mesi prima della morte del padre. Il 1980 fu l'inizio della collaborazione nei film di Dario Argento, che confluì nella realizzazione di Dèmoni e Dèmoni 2... L'incubo ritorna. Sempre per lo stesso regista, fece da assistente regista nel film Tenebre. Nel 1983 dirige il thriller La casa con la scala nel buio prodotto da Luciano Martino e interpretato da un giovane Andrea Occhipinti.
Del 1984 sono invece il film d'azione Blastfighter e l'horror fantascientifico Shark - Rosso nell'oceano, quest'ultimo su soggetto di Luigi Cozzi; in entrambi si firma con lo pseudonimo di John Old Jr. Nel 1986 realizza il film Morirai a mezzanotte, prodotto da Reteitalia, inizialmente pensato per la televisione poi distribuito nei Cinema. L'anno successivo, nel 1987, dirige il thriller erotico Le foto di Gioia che, interpretato da Serena Grandi, riscuote un buon successo di pubblico.
Dal 1987 si dedicò all'horror televisivo dirigendo due miniserie TV. La prima datata 1988, dal titolo Brivido giallo, comprendeva quattro capitoli: A cena col vampiro, Una notte al cimitero, Per sempre e La casa dell'orco. A questa fece seguito una seconda, chiamata Alta tensione, composta da altre quattro produzioni: Il maestro del terrore, Il gioko, L'uomo che non voleva morire (tratto da un racconto di Giorgio Scerbanenco) e Testimone oculare. Sempre in questo periodo dirige i primi sei episodi della serie televisiva Turno di notte, ideata e supervisionata da Dario Argento per il programma televisivo Giallo di Enzo Tortora.
Del 1989 è invece il remake La maschera del demonio, un omaggio all'omonimo film del padre Mario, realizzato per una coproduzione televisiva internazionale chiamata Sabbath, composta da sei film, che finì per essere distribuito anche nei cinema all'estero. Nel 1992 dirige il film Body Puzzle. In seguito ha curato la rubrica I nocturniani del mensile Nocturno.
Ha diretto e prodotto inoltre la serie fantasy Fantaghirò, composta da cinque film televisivi.

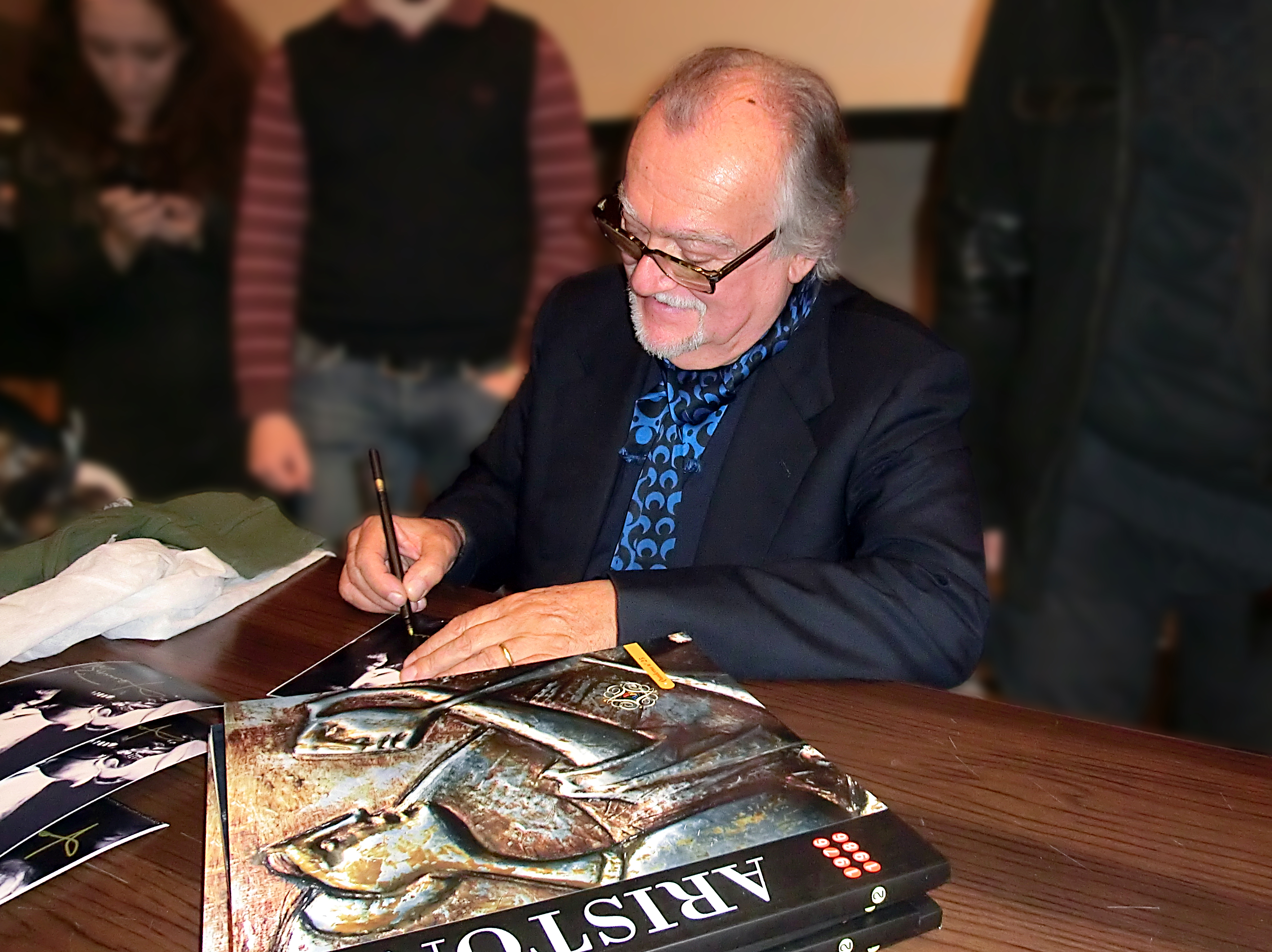
Lamberto Bava mentre firma autografi al Teatro Ariston di Sanremo nel 2013

Altre miniserie televisive fantasy realizzate da Lamberto Bava sono: Desideria e l'anello del drago (1995), Sorellina e il principe del sogno (1996) e La principessa e il povero (1997), nelle quali recitano volti noti del piccolo schermo, come Anna Falchi, Raz Degan, Lorenzo Crespi e Valeria Marini, insieme ad attori veterani come Franco Nero, Christopher Lee e Max von Sydow.
Come produttore nel 1998 realizza con la ANFRI insieme a Andrea Piazzesi, per Rai 1, la miniserie televisiva L'elefante bianco, diretta da Gianfranco Albano e tratta dal romanzo La città del re lebbroso di Emilio Salgari. Nel 1999 realizza la miniserie d'avventura Caraibi, interpretata da Mario Adorf e Remo Girone; mentre nel 2000 realizza la miniserie poliziesca L'impero, con Claudio Amendola e Claudia Koll.
Nel 2002 cura la riedizione in DVD per Raro Video di Cani arrabbiati, film girato dal padre Mario nel 1974 ma mai distribuito a causa del fallimento della casa di produzione. Sulla base della sceneggiatura originale rimonta il film, con alcune scene aggiunte, nuovo doppiaggio, nuove musiche, affinché la realizzazione si presentasse la più vicina possibile al volere del padre. Il film è distribuito col titolo Kidnapped - Cani arrabbiati.
Nel 2006 torna dietro la macchina da presa realizzando due film: Ghost Son e The Torturer, che esce direttamente in DVD. Nel 2010 è ritornato in TV sulle reti Mediaset, dirigendo tre film che fanno parte del ciclo Sei passi nel giallo. Il primo episodio, Vite in ostaggio, viene presentato nel luglio 2010 al Roma Fiction Fest.
Nel 2014 ha esordito come scrittore pubblicando il romanzo horror Solo per noi vampiri. Nel 2018 è stato realizzato il documentario Bava Puzzle il cinema fantastico di Lamberto Bava, diretto da Daniele Ceccarini e Paola Settimini, che ripercorre la sua carriera attraverso le testimonianze di amici e collaboratori. Nel 2020 esce per Cut-up Edizioni il suo secondo romanzo Il terzo giorno.
Nel 2021 ha ricevuto il premio alla carriera all'Heroes International Film Festival di Roma.
Nell'autunno 2022 è uno dei tre membri della giuria per la sezione "Crazies | Concorso" al quarantesimo Torino Film Festival, insieme a Carlos Vermut e Silvia Pezzopane.

## Filmografia

### Regista

#### Cinema
- Schock, co-regia con Mario Bava (1977)
- Macabro (1980)
- La casa con la scala nel buio (1983)
- Blastfighter (1984)
- Shark - Rosso nell'oceano (1984)
- Dèmoni (1985)
- Dèmoni 2... L'incubo ritorna (1986)
- Morirai a mezzanotte (1986)
- Le foto di Gioia (1987)
- Body Puzzle (1992)
- The Torturer (2005)
- Ghost Son (2007)

#### Televisione
- La Venere d'Ille, co-regia con Mario Bava – film TV (1978)
- Turno di notte – serie TV, 6 episodi: È di moda la morte, Heavy Metal, Buona fine e miglior principio, Giubbetto rosso, Il bambino rapito e Babbo Natale (1987)
- Per sempre – film TV (1989)
- A cena col vampiro – film TV (1989)
- La casa dell'orco – film TV (1989)
- Una notte al cimitero – film TV (1989)
- La maschera del demonio – film TV (1989) - ciclo televisivo Sabbath
- Il maestro del terrore – film TV (1989)
- Il gioko – film TV (1989)
- L'uomo che non voleva morire – film TV (1989)
- Testimone oculare – film TV (1989)
- Fantaghirò – miniserie TV (1991)
- Fantaghirò 2 – miniserie TV (1992)
- Fantaghirò 3 – miniserie TV (1993)
- Fantaghirò 4 – miniserie TV (1994)
- Desideria e l'anello del drago – miniserie TV (1995)
- La meravigliosa storia di Fantaghirò – miniserie TV (1995)
- Sorellina e il principe del sogno – miniserie TV (1996)
- Fantaghirò 5 – miniserie TV (1996)
- La principessa e il povero – miniserie TV (1997)
- Caraibi – miniserie TV (1999)
- L'impero – miniserie TV (2000)
- 6 passi nel giallo – serie TV, 3 episodi: Vite in ostaggio, Presagi e Omicidio su misura (2010-2011-2012)[2]

### Sceneggiatore

#### Cinema
- Schock, co-regia con Mario Bava (1977) – anche co-soggettista
- Macabro (1980) – anche soggetto
- La casa con la scala nel buio (1983) – anche produttore e montatore
- Blastfighter (1984) – anche soggetto, non accreditato
- Shark - Rosso nell'oceano (1984) – non accreditato
- Dèmoni (1985)
- Dèmoni 2... L'incubo ritorna (1986) – anche soggetto
- Morirai a mezzanotte (1986) – anche produttore, montatore
- Le foto di Gioia (1987)
- Body Puzzle (1992
- The Torturer (2005)
- Ghost Son (2007) – anche soggetto

#### Televisione
- La Venere d'Ille, co-regia con Mario Bava (1978)
- Per sempre (1989)
- A cena col vampiro (1989)
- La casa dell'orco (1989)
- Una notte al cimitero (1989)
- La maschera del demonio – ciclo televisivo Sabbath (1989) - anche soggetto e produzione
- Il maestro del terrore (1989) – anche produttore
- Il gioko (1989) – anche produttore
- L'uomo che non voleva morire (1989) – anche produttore
- Testimone oculare (1989) – anche soggetto e produttore
- Fantaghirò (1991) – anche produttore
- Fantaghirò 2 (1992) – anche produttore
- Fantaghirò 3 (1993) – anche produttore
- Fantaghirò 4 (1994) – anche produttore
- Desideria e l'anello del drago (1995) – anche produttore
- La meravigliosa storia di Fantaghirò (1995) – anche produttore
- Sorellina e il principe del sogno (1996) – anche produttore
- Fantaghirò 5 (1996) – anche produttore
- La principessa e il povero (1997) – anche produttore
- Caraibi (1999) – anche produttore
- L'impero (2000)
- 6 passi nel giallo – serie TV, 3 episodi: Vite in ostaggio, Presagi e Omicidio su misura (2010-2011-2012)[2]

### Attore

#### Cinema
- Tenebre (1982)
- Dèmoni (1985)
- Morirai a mezzanotte (1986)
- Dèmoni 2... L'incubo ritorna (1986)
- Una notte al cimitero (1987)
- La casa dell'orco (1988)
- I tre volti del terrore, regia di Sergio Stivaletti (2004)
- Titanus 1904, regia di Giuseppe Rossi (2024)

#### Televisione
- Turno di notte – serie TV (1987)
- L'ispettore Coliandro – serie TV, episodio 2x03 (2009)